# Litochila leucotarsis
Litochila leucotarsis là một loài tò vò trong họ Ichneumonidae.